# The Voice of Conscience (film 1915)
The Voice of Conscience è un cortometraggio muto del 1915 diretto da Charles H. France.

## Trama
Trama di Moving Picture World synopsis in (EN)  su IMDb

## Produzione
Il film fu prodotto dalla Edison Company.

## Distribuzione
Distribuito dalla General Film Company, il film - un cortometraggio in una bobina - uscì nelle sale cinematografiche USA il 20 febbraio 1915.